# Antonius Timmerman
Antonius Timmerman, död 1592 i Finland, var en nederländsk stenhuggare och bildhuggare.
Timmerman ingick i en grupp av tolv hantverkare som Gustav Vasas utsända Arnoldus Rosenberger anställde under en resa i Europa 1556. Timmerman kom till Stockholm i juli 1556 men redan 10 augusti förflyttades han till Finland där han var verksam fram till sin död. Han arbetade på Åbo slott 1556–1558 och därefter arbetade han tillsammans med sju drängar vid Näse gård i Bjärnå socken med den kalksten som bröts vid Västlax i Kimito socken. Efter att stenen blivit bearbetad sändes den vidare till Åbo för att användas vid slottsombyggnaden. Av hans kända arbeten återstår bara hertig Johans vapen som placerades över förborgens port 1562. Vid tiden för hertig Johans fängslande 1563 arbetade Timmerman med en stor portal till Åbo slott men på Erik XIV:s befallning skulle den inte monteras utan  sändas till Stockholm. Efter hertig Johans fängslande fortsatte han sin verksamhet men de färdiga produkterna skeppades i huvudsak över Sverige. När Johan III inledde stora inredningsarbete och ombyggnader av de svenska slotten flyttade Timmerman sin verksamhet från Näse gård till Lindholmen utanför stenbrottet i Västlax samtidigt utökades personalstyrkan till 30 drängar. Under 1579–1588 högg han pelare och andra detaljer till kyrkan på Stockholms slott enligt ritningar utförda av Willem Boy. Man har även tillskrivit honom delar av Katarina Jagellonicas gravmonument i Uppsala domkyrka. Han överlät 1588 arbetsledningen för produktionen till den tyske stenhuggaren Hans von Mölnhusen.